# エイブ・ア・ゴーゴー
『エイブ・ア・ゴーゴー』とは1997年12月11日にゲームバンク（現ソフトバンク）から発売されたプレイステーション専用ソフト。Oddworldシリーズの1作目。
1999年に続編として『エイブ'99』が発売されたほか、2014年にリメイク版である『Oddworld: New ‘n’ Tasty』が発売された。
本作はマドカン族の主人公エイブが「チャント」という魔法を使いながら悪の組織と戦い、奴隷にされている仲間を助けだす横スクロールアドベンチャー。助けた仲間の数によりエンディングが変化し、全員救出するとハッピーエンドを迎える。
海外では1997年9月19日に先行発売されている。
当時としては高水準のグラフィックと大迫力のサウンド、緊張感のある自然音響でコアなユーザーからは絶大な人気を呼んだが、売上はあまり良くなかった。後述の通り秋元康指揮のもと大々的な宣伝活動を展開したが、ことごとく空回りに終わっている。当時ソフトバンクは本作に4億円といわれるほどの破格の宣伝費を費やしていた。
日本版ではいくつかの表現規制が行われている。日本におけるゲームアーカイブスでの配信は絶望的だと思われていたが、2013年11月13日に配信された。

## あらすじ
惑星オッドワールドにはかつてマドカン族がすんでいたが、モラック率いるグラッコン族によって侵略される。マドカン族たちはモラックが経営する栄養食品工場・ラプチャーファームで働かされていた。その一人である主人公エイブは、ある日自社製品に自分たちの身体から抽出したエキスが使われていることを知る。そして彼は同胞たちを助けるために工場を抜け出す。
真っ暗なストックヤードを抜けたエイブは、同胞たちが多く住むモンサイクへと到着する。その後、彼はマドカン族の家畜エラムに乗ってオッドワールド豊穣の地パラモニアにある神殿を目指す。道中彼は猛獣パラマイトがまだ数多く生息していた頃の幻を見て、かつて古代マドカン人に神獣としてあがめられていたパラマイトもモラックによって運命を狂わされたことを知る。神殿はグラッコン族に支配されてからはシンボルの火も消え、中は荒れ放題だった。エイブは6つある部屋全てに入り、シンボルの火を再びともした後、最後の試練も兼ねて神殿から脱出する。
神殿を後にしたエイブは、オッドワールド最大の砂漠地帯スクラバニアにある神殿をめざす。道中彼を待ち受けていた猛獣スクラブも同じく神獣とあがめられていたが、モラックによって翻弄されたことを知る。パラモニアの時と同様、シンボルの火を再びともした後、最後の試練も兼ねて神殿から脱出する。
砂漠を後にしたエイブは同胞たちを助けるため、再びラプチャーファームに潜入する。そして、重役会議室に来た彼は、グラッコン族の役員やモラックたちが新商品にマドカン族の頭で作られたアイスを開発しようと企んでいたことを知る。それがきっかけで仲間たちを全員脱出させるために奮闘する。モラックたちはエイブを殺すべく毒ガスを仕掛けるが、返り討ちにされた挙句、噴出装置も解除されてしまった。

## 登場人物
エイブ
声 - 山寺宏一→堀内賢雄（エイブ'99）※ただし加工されているため、判別できない
本作品の主人公、爬虫類と人間が混じったような姿をしている。衣服は短パンのみ。
ラプチャーファームで働いているマドカン族の中で唯一、「チャント」という超能力を使える。
プリンスオブペルシャの主人公の如く、オッドワールドを上り下りしながら駆け回る。
スリッグ
声 - 不明→斎藤志郎（エイブ'99）※無印版は加工ボイス
下半身が機械化された怪物。持っている機関銃で動くものを見境無く撃ってしまう。エイブを見つけると「止まれ！」と言いながら即射殺しようとする。
エイブの「チャント」で操る事が出来る。視力を補うため、バイザーをしている。
ラプチャーファームの警備員をしているが、原生生物捕獲のためか、他の地域にも来ていた。
スロッグ
ラプチャーファームの番犬。スリッグにいつもいじめられているため絶えずイライラしている。
しかし、スリッグと同じ怠け者で寝ている事が多い。エイブを見つけるとすばやく襲い掛かってくる。
モラック
声 - 宝亀克寿
惑星オッドワールドを侵略したグラッコン族の親玉。
ラプチャーファームで栄養食品を作り、販売している。マントのようなスーツで身を包んでいるが、その中は貧相な足だけしかない。
マドカン族長老
声 - 松尾銀三→秋元羊介（エイブ'99）※無印版は一部加工ボイス
ネイティブマドカンから崇められているマドカン族の長老。大きな仮面を付けている。古代マドカン族に伝わる救世主がエイブだと直感し、様々な助言、試練と超能力を与える。
ネイティブマドカン
工場で働いているマドカンとは違い、古代からの生活を守り、チャントの力を持つ者はモンサイクで瞑想修行を続けている。エイブに力を貸してくれたり助言をしてくれる者も多数居る。
彼らの信頼を得るためには工場のマドカン族を一人でも多く助けなければならない。

## テーマソング
日本語版では秋元康が総合プロデューサーとして起用されており、秋元プロデュースのユニット「B/V」によるテーマソング「Hello Hello 〜ABEのテーマ〜」とテレビCMが制作された。日本語版ゲームではエンディングクレジット曲にインストゥルメンタル版が使用されている。
ソフトバンクは秋元康を招聘し、総額4億円を費やしたといわれている大々的な宣伝を行ったが、日本では余りにも癖が強く好き嫌いの分かれるゲーム内容を公開しない宣伝戦略により失敗に終わった。
CD『Hello Hello』B/V〔bi:bui〕
ソニーレコーズ／SRDL-4463／1997年12月発売
1. Hello Hello 〜ABEのテーマ〜（作詞：秋元康　作曲・編曲：後藤次利）
2. タンポポのシーズン（作詞：秋元康　作曲・編曲：後藤次利）
3. Hello Hello 〜ABEのテーマ〜 TV Mix（作詞：秋元康　作曲・編曲：後藤次利）
4. Hello Hello 〜ABEのテーマ〜 CLUB Mix（作詞：秋元康　作曲・編曲：後藤次利）

## 反響
日本においては異様な世界観からあまり売れず、続編『エイブ'99』を最後にシリーズ作品は展開されなくなった。2009年ごろから本作の実況動画を投稿する者が現れるとともに、人気を再び上げていった。

## 評価
ニュースサイト「インサイド」の春井メイゾウは、言動や見た目が奇抜ながらも愛嬌のある性格がエイブの持ち味だと評しつつも、子どものころに遊んだときは異様な世界観に戸惑ったと振り返っている。
一方、エイブの特殊能力「チャント」の中には、敵を内部から破裂させるというグロテスクなものもあり、春井は人を選ぶ作品だとしている。